# グランド・セダクション 〜小さな港の大きな嘘〜
『グランド・セダクション 〜小さな港の大きな嘘〜』（原題:The Grand Seduction）は2013年に公開されたカナダのドラマ映画である。監督はドン・マッケラー、主演はテイラー・キッチュとブレンダン・グリーソンが務めた。本作は2003年に公開されたカナダ映画『大いなる休暇』（原題:La grande séduction）を英語でリメイクした作品である。
本作は日本国内で劇場公開されなかったが、Amazonでの配信が行われている。

## ストーリー
本作の物語はマーレイ・フレンチの子供時代から始まる。マーレイの父親はティックル・ヘッドという小さな港町で漁師として働いていた。マーレイはティックル・ヘッドを温かみのある町で、勤勉さが徳目として尊ばれる町であると感じており、自分も両親のような人生を送るのだと確信していた。
それから数十年の時が経過した。ティックル・ヘッドの男たちは生活保護を受け取るために郵便局で列をなしていた。漁業が衰退した結果、ティックル・ヘッドは財政破綻し、町の活気は失われてしまった。生涯を漁師として生きていくという覚悟を決めていたマーレイも、漁業だけでは生計を立てられない状態にあった。その結果、マーレイの妻は出稼ぎに出ることとなった。そんなある日、タウンミーティングの席上で、フィッツパトリック市長は石油化学工場の誘致計画を発表した。しかし、計画を実現するためには、医者を一人確保する必要があった。「8年間も医者探しに苦労しているのに、今更都合良く医者が見つかるわけない」という雰囲気が会場に漂ったが、マーレイは医者探しに奔走する決意を固めた。それは自分の人生の再起動のためでもあった。その直後、市長自ら仕事を求めて他の町へ移住するという事態が発生したが、マーレイは一切意に介さなかった。
ポール・ルイスはセントジョンズで整形外科医として働いていた。飛行機で自宅へ帰る途中、どういうわけだか彼の荷物からコカインが発見された。検査員はティックル・ヘッドの前市長であったため、ある取り引きをルイスに持ち掛けた。コカインの所有を見なかったことにする代わりに、ルイスがティックル・ヘッドで最低1ヶ月医者として勤務するという取り引きであった。ルイスは渋々それに同意した。マーレイはこれを絶好の機会と見なし、ルイスのティックル・ヘッド定住に向けて策を練っていた。まず、マーレイは既成事実を作るために「ルイスが医者として赴任してくれたお陰で、石油化学工場の誘致の成功は間違いない」と言って回った。また、ルイスのクリケット好きを知ったマーレイは、町民たちにクリケットを積極的にプレイするように勧めた。さらに、マーレイはどさくさに紛れてルイスの携帯を盗み、そこにある情報からさらなる計略を講じていった。
マーレイは意気揚々と石油会社の重訳との面談に臨んだが、対抗馬のセントアンがより魅力的な案を提示していることを知って愕然とした。重役は落胆するマーレイに「君たちの町は人口が少なすぎる。ただ、10万ドルの賄賂を渡してくれれば、必ずや工場はティックル・ヘッドに建設されるだろう。」と言った。マーレイは10万ドルを銀行から調達しようとしたが、信用の問題で失敗に終わりそうになった。マーレイは咄嗟に「町の景気が良くなれば、ATMのような現代的な設備を整えることも夢ではない」と言った。その言葉が功を奏し、マーレイは10万ドルを調達することができた。銀行の支店長を務めるヘンリーは融資が規約違反であることを承知しており、自分が解雇されるとも思っていたが、一世一代の大勝負に賭けたのである。

## キャスト
- テイラー・キッチュ - ポール・ルイス医師
- ブレンダン・グリーソン - マーレイ・フレンチ
  - パーシー・ハインズ・ホワイト - 子供時代のマーレイ
- リアーヌ・バラバン - キャスリーン
- ゴードン・ピンセント - サイモン
- マーク・クリッチ - ヘンリー・ティリー
- ピーター・ケレハン - 石油会社の重役
- メアリー・ウォルシュ - ヴェラ
- マット・ワッツ - フランク・ダルトン
- アンナ・ホプキンス - ヘレンの声
- ロンダ・ロジャース - サマンサ
- ローレンス・バリー - トム・フィッツパトリック

## 製作
2003年のサンダンス映画祭で『大いなる休暇』が上映された後、すぐに英語でのリメイク案が出た。韓国、スペイン、フランス、イタリア、カナダの映画関係者がリメイクに意欲を見せたが、企画にまでこぎ着けられたのは後3カ国であった。当初、マイケル・ドースが監督を務めることになっていたが、製作サイドとの意見対立が原因で降板することになった。その結果、原作の脚本を執筆したケン・スコットに監督のオファーが出た。また、ロビン・ウィリアムズに出演オファーが出ていたが、スケジュールの都合で起用できなかった。スコットとロジェ・フラピエは原作の80%をリメイクすることで一致していた。2011年8月28日には主要撮影を開始する予定だったが、製作の都合で延期せざるを得なくなった。2012年4月、『人生、ブラボー!』のリメイクに専念するために、スコットが本作の監督を降板することになった。5月、ドン・マッケラーが本作の監督に起用されたとの報道があった。
2012年7月、テイラー・キッチュとブレンダン・グリーソンの出演が決まった。30日、本作の主要撮影がニューファンドランド島で始まった。

## 公開
2013年9月8日、本作は第38回トロント国際映画祭でプレミア上映された。本作の上映はアトランティック映画祭やカルガリー国際映画祭でも行われた。

## 評価
本作は賛否両論となっている。映画批評集積サイトのRotten Tomatoesには67件のレビューがあり、批評家支持率は60%、平均点は10点満点で5.7点となっている。サイト側による批評家の見解の要約は「『グランド・セダクション 〜小さな港の大きな嘘〜』は製作中に意識したであろう古典的なドラメディ映画に比肩する出来ではない。しかし、そのゆっくりと進む物語は甘美なものであり、観客にアピールするには十分なものがある」となっている。また、Metacriticには20件のレビューがあり、加重平均値は57/100となっている。
本作は第2回カナダ・スクリーン・アワードで作品賞、主演男優賞（グリーソン）、助演男優賞（ピンセント）、脚色賞（スコット&ドース）の4部門にノミネートされ、ピンセントが助演男優賞を受賞した。